# Melchior Britschgi
Melchior Britschgi (* 17. Juni 1830 in Alpnach; † 19. Juni 1904 ebenda) war ein Schweizer Politiker und Hotelier.

## Leben

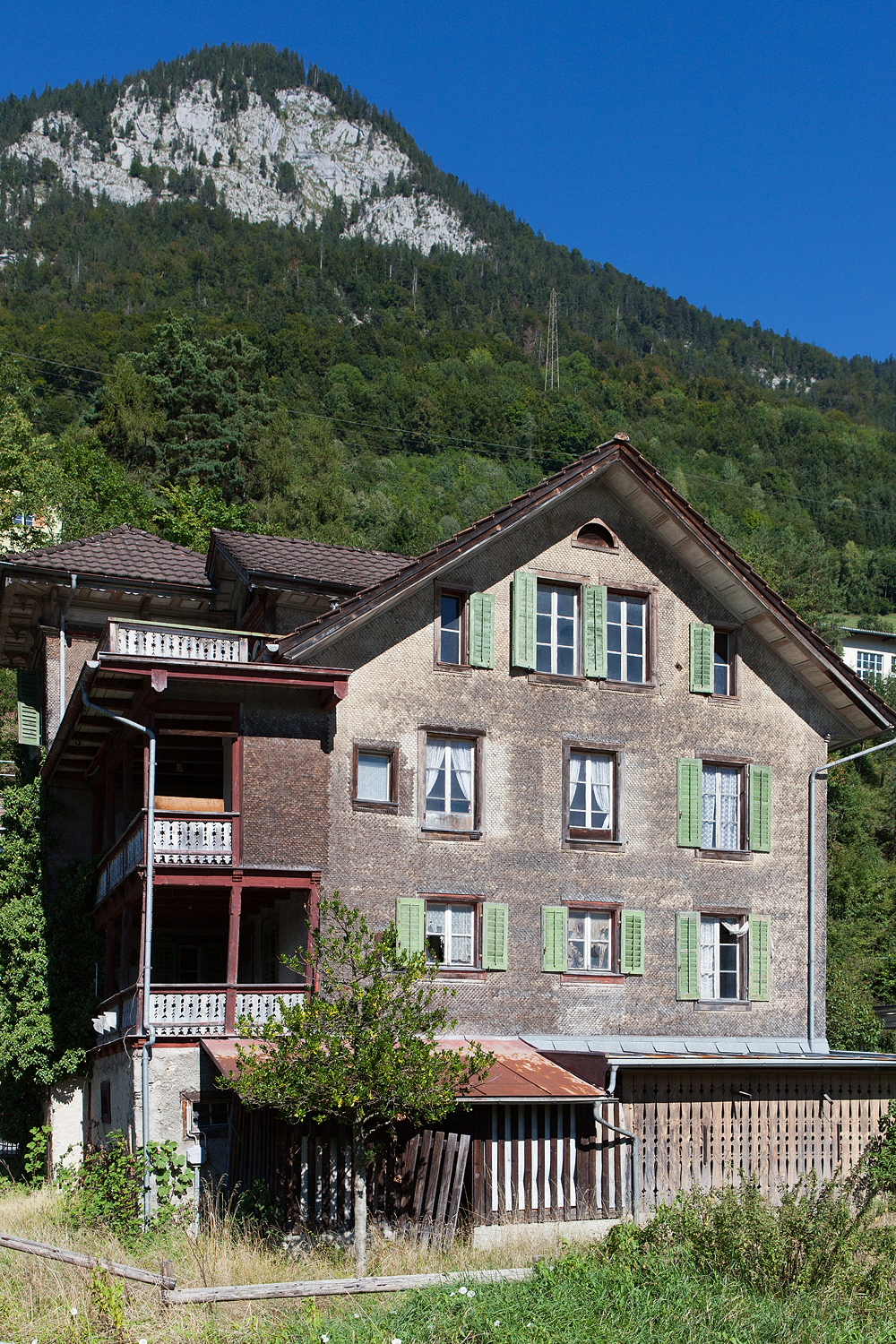
Das Majorenhaus vor der Renovierung im Jahr 2013

Melchior Britschgi wurde am 17. Juni 1830 als Sohn des Landwirts und Kirchenvogts Franz Joseph Britschgi in Alpnach geboren. Er besuchte die Schule in Alpnach sowie von 1843 bis 1845 das Kollegium Sarnen. Danach schlug er eine Militärlaufbahn ein und wurde 1853 zum Leutnant befördert. Im Jahre 1860 diente er im Rang eines Majors im Päpstlichen Schweizerregiment, wo er am 18. September 1860 an der Schlacht von Castelfidardo teilnahm. Nach seiner Heimkehr ein Jahr später kaufte er 1863 das Rössli und baute es zum Hotel Pilatus aus. Als Hotelier auf dem Pilatus und dem Klimsenhorn sowie Mitinitiator der Pilatusbahn förderte er den Tourismus.
Als aufstrebender Hotelier liess sich 1862/1863 Major Melchior Britschgi einen stattlichen, spätbiedermeierlichen Wohnsitz errichten, mit dem er seine in den 1850er Jahren in fremden Kriegsdiensten in Italien erlangte Ehre und Würde unterstreichen wollte. Das später als «Majorenhaus» bezeichnete Gebäude liegt nahe der Talstation der Pilatusbahn. Um die Jahrhundertwende erfuhr der Bau mit der asymmetrischen Angliederung eines Turmes sowie mehrgeschossiger Balkone eine prägende Umgestaltung im Sinne des Schweizerhausstils. Als Kulturobjekt von regionaler Bedeutung steht das Haus seit 2001 unter Denkmalschutz und wurde 2015 generalrenoviert.
Melchior Britschgi, der 1863 Karolina (geborene Wallimann) geehelicht hatte, starb am 19. Juni 1904 in Alpnach.

## Politische Tätigkeit
In den Jahren 1868 bis 1904 gehörte er als Vertreter der Katholisch-Konservativen dem Kantonsrat von Obwalden an. Von 1896 bis 1904 war er Erziehungs- und Regierungsrat. Als Vorsteher des Baudepartements war er verantwortlich für die Wildbachverbauungen in Alpnach und Giswil.

## Weblink
- Otto Camenzind: Britschgi, Melchior. In: Historisches Lexikon der Schweiz.